# Falus

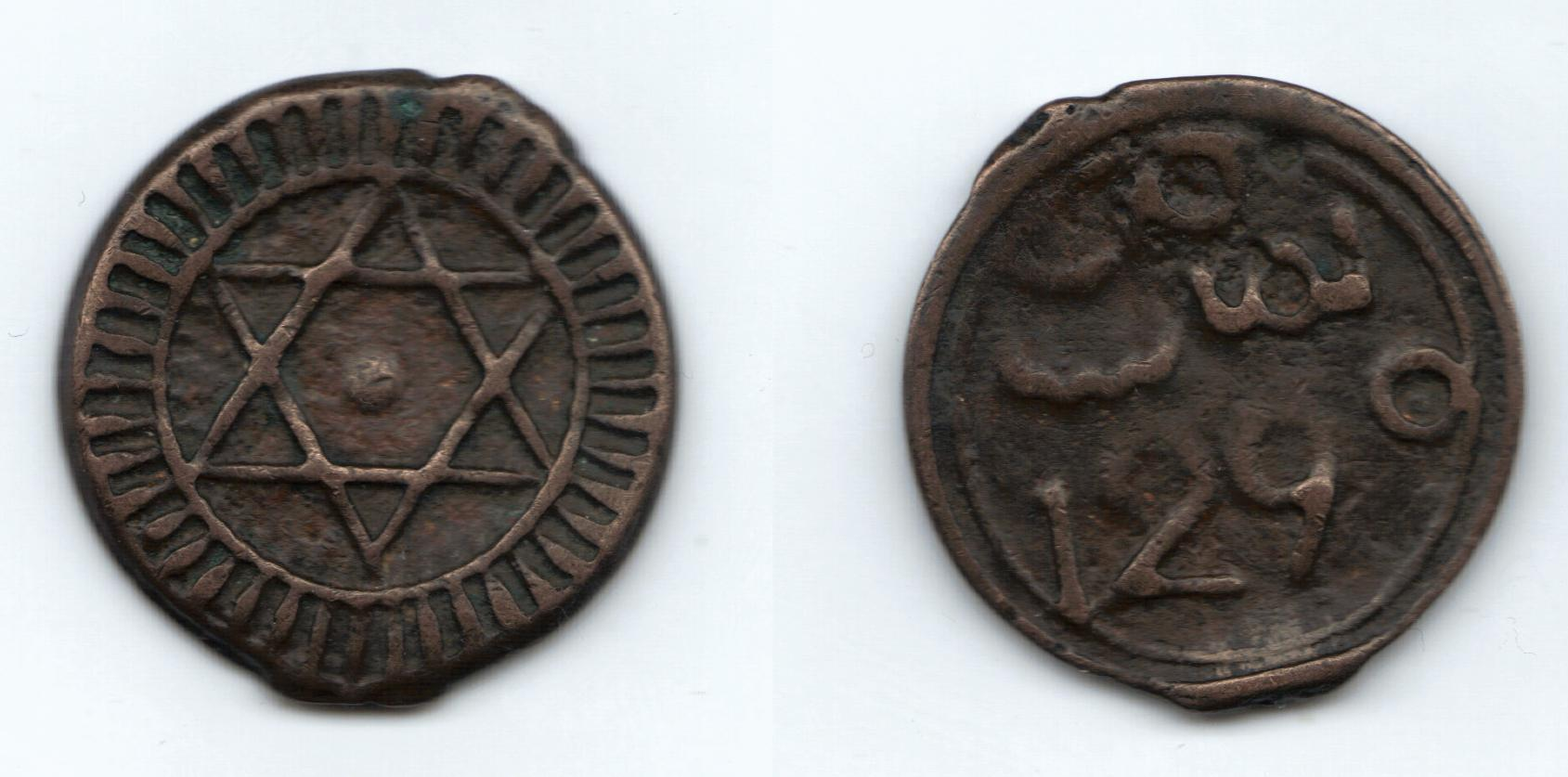
Moneda de 4 falus de 1873, con un diámetro de 28 mm, acuñada en Fez por Mohammed IV (1802-1873), sultán de Marruecos. Anverso: Anillo de Salomón,

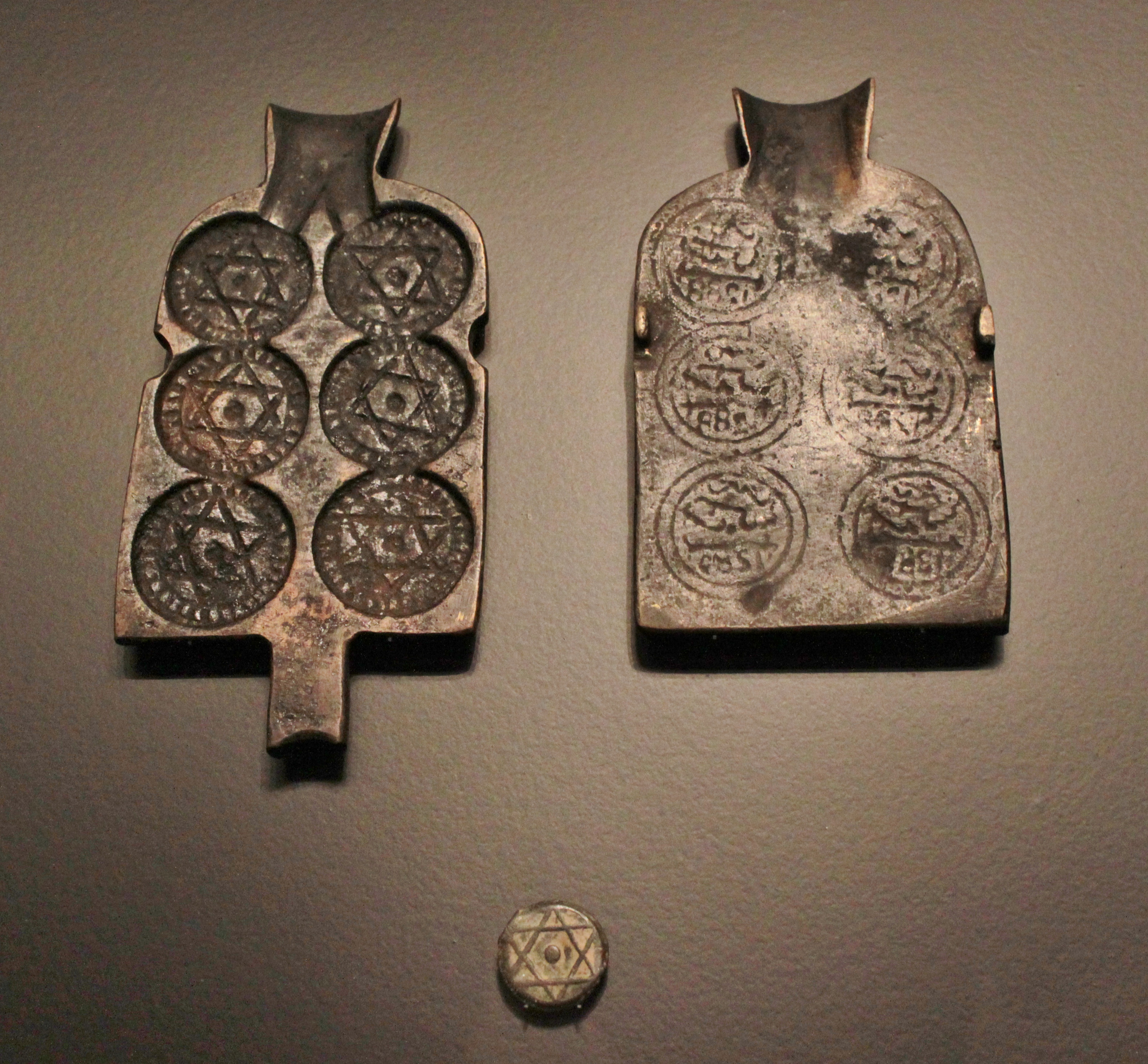
Molde para faluses (c. 1871) en el Museo de Prehistoria de Valencia.

El falus era una moneda de bronce/cobre de Marruecos.
Fue acuñada entre 1672 y 1901, con denominaciones de ¼, ½, 1, 2, 3, 4, 6 y 8 falus. Están registradas en el Catálogo Estándar de Monedas del Mundo.

## Identificación
Por lo general, son denominadas por su tamaño en lugar de por su inscripción, y pueden ser difíciles de identificar con precisión.

## Depreciación
A partir de 1862, se permitió que el falus flotara, mientras que el tipo de cambio del dírham de plata se fijó, lo que dio lugar a la especulación y depreciación de la moneda, con dos monedas paralelas en la práctica.